# Moorfoot Hills
Die Moorfoot Hills sind ein Hügelgebiet der Southern Uplands in Schottland. Sie erstrecken sich über eine Länge von etwa 20 km zwischen Peebles im Südwesten und Tynehead im Nordosten. Administrativ befinden sich die Moorfoot Hills im Wesentlichen in den Scottish Borders, die Kuppen entlang der Nordwestflanke markieren jedoch die Grenze zu Midlothian. Historisch verlief dort die Grenze zwischen Edinburghshire und Peeblesshire. Die Moorfoot Hills liegen zwischen den Pentland Hills im Westen und den Lammermuir Hills im Nordosten.

## Beschreibung
Das Hügelgebiet entstand im späten Silur, vor etwa 420 Mio. Jahren. Im Westen begrenzt das Tal des Eddleston Water, im Osten das des Gala Water das Hügelgebiet. Beide Flüsse münden in den Tweed, der entlang der Südflanke verläuft. Die Hügelgruppe besteht aus separierten oder gruppierten, meist grasbewachsenen Hügeln ohne durchgängigen Grat. Höchster Punkt ist der 659 m hohe Windlestraw Law.

## Gipfel der Moorfoot Hills
| Name                                            | Höhe  | Council Area                | Bild                            |
| ----------------------------------------------- | ----- | --------------------------- | ------------------------------- |
| Windlestraw Law 55° 40′ 38,6″ N, 3° 0′ 7,1″ W   | 659 m | Scottish Borders            | Windlestraw Law                 |
| Bareback Knowe 55° 40′ 4,2″ N, 3° 0′ 55,6″ W    | 656 m | Scottish Borders            | Bareback Knowe                  |
| Blackhope Scar 55° 43′ 24,1″ N, 3° 5′ 31,1″ W   | 651 m | Scottish Borders/Midlothian | Windlestraw Law                 |
| Bowbeat Hill 55° 42′ 37,5″ N, 3° 7′ 37,4″ W     | 626 m | Scottish Borders/Midlothian | Bowbeat Hill                    |
| Whitehope Law 55° 41′ 22,9″ N, 3° 3′ 58,9″ W    | 623 m | Scottish Borders            | Whitehope Law                   |
| Dundreich 55° 43′ 47,2″ N, 3° 9′ 23,6″ W        | 622 m | Scottish Borders            | Dundreich                       |
| Emly Bank 55° 42′ 53,5″ N, 3° 7′ 13,6″ W        | 605 m | Scottish Borders/Midlothian | Emly Bank im Vordergrund rechts |
| Dunslair Heights 55° 40′ 50,7″ N, 3° 8′ 4,3″ W  | 602 m | Scottish Borders            | Dunslair Heights                |
| Totto Hill 55° 41′ 44,6″ N, 3° 5′ 57,8″ W       | 601 m | Scottish Borders            | Totto Hill                      |
| Eastside Heights 55° 42′ 8″ N, 3° 1′ 37″ W      | 593 m | Scottish Borders            | Eastside Heights                |
| Cardon Law 55° 41′ 54,5″ N, 3° 8′ 57,8″ W       | 588 m | Scottish Borders            | Cardon Law                      |
| Makeness Kipps 55° 41′ 19,3″ N, 3° 8′ 37,2″ W   | 583 m | Scottish Borders            | Makeness Kipps                  |
| Scawd Law 55° 39′ 13,2″ N, 3° 0′ 22,1″ W        | 549 m | Scottish Borders            | Scawd Law                       |
| Priesthope Hill 55° 38′ 55,8″ N, 3° 2′ 0,2″ W   | 543 m | Scottish Borders            | Priesthope Hill                 |
| Seathope Law 55° 39′ 8,2″ N, 2° 58′ 41,9″ W     | 542 m | Scottish Borders            | Seathope Law                    |
| Rawburn Head 55° 43′ 8″ N, 2° 59′ 34″ W         | 542 m | Scottish Borders            | Rawburn Head                    |
| The Kipps 55° 44′ 19″ N, 3° 6′ 30,6″ W          | 542 m | Midlothian                  | The Kipps                       |
| Clog Knowe 55° 39′ 58,1″ N, 3° 5′ 42,5″ W       | 541 m | Scottish Borders            | Clog Knowe                      |
| Black Law 55° 40′ 2,6″ N, 3° 6′ 3,7″ W          | 538 m | Scottish Borders            | Black Law                       |
| Huntly Cot Hill 55° 44′ 44,7″ N, 3° 5′ 40,4″ W  | 531 m | Midlothian                  | Huntly Cot Hill (rechts)        |
| Black Knowe 55° 39′ 27,8″ N, 3° 5′ 12″ W        | 522 m | Scottish Borders            | Black Knowe                     |
| Mauldslie Hill 55° 45′ 16″ N, 3° 4′ 56″ W       | 513 m | Scottish Borders/Midlothian | Mauldslie Hill                  |
| Yardstone Knowe 55° 40′ 12,4″ N, 2° 55′ 53,8″ W | 513 m | Scottish Borders            | Yardstone Knowe                 |
| Garvald Law 55° 44′ 16″ N, 3° 3′ 0″ W           | 512 m | Scottish Borders            | Garvald Law                     |
| Great Law 55° 39′ 42,5″ N, 2° 56′ 28,7″ W       | 509 m | Scottish Borders            |                                 |
| Dunlee Hill 55° 40′ 32,9″ N, 2° 56′ 22″ W       | 505 m | Scottish Borders            | Dunlee Hill                     |
| Stony Knowe 55° 38′ 43,3″ N, 2° 57′ 49,7″ W     | 505 m | Scottish Borders            | Stony Knowe                     |
| Lee Pen 55° 38′ 10,7″ N, 3° 4′ 20″ W            | 502 m | Scottish Borders            | Lee Pen                         |
| Maiden Law 55° 39′ 40,2″ N, 2° 58′ 6,4″ W       | 502 m | Scottish Borders            | Maiden Law                      |
| Ferniehirst Hill 55° 40′ 4″ N, 2° 54′ 54″ W     | 501 m | Scottish Borders            | Ferniehirst Hill                |
| Dod Law 55° 44′ 53,2″ N, 2° 59′ 50,6″ W         | 473 m | Scottish Borders            | Dod Law                         |
| Torfichen Hill 55° 45′ 46,8″ N, 3° 3′ 36″ W     | 460 m | Scottish Borders/Midlothian | Torfichen Hill                  |
| Broad Law 55° 46′ 21,2″ N, 3° 2′ 52,4″ W        | 450 m | Scottish Borders/Midlothian | Broad Law                       |
| The Struther 55° 43′ 5″ N, 2° 57′ 28″ W         | 438 m | Scottish Borders            |                                 |
| Hog Hill 55° 44′ 49,4″ N, 3° 8′ 56,9″ W         | 434 m | Midlothian                  | Hog Hill (rechts)               |
| Dod Hill 55° 40′ 10,6″ N, 3° 3′ 30,2″ W         | 433 m | Scottish Borders            | Dod Hill                        |
| Carcant Hill 55° 45′ 47″ N, 3° 0′ 14,6″ W       | 425 m | Scottish Borders            | Carcant Hill                    |
| Watherston Hill 55° 42′ 32″ N, 2° 55′ 10″ W     | 414 m | Scottish Borders            | Kirn Law                        |
| Kirn Law 55° 39′ 24,6″ N, 3° 7′ 27,8″ W         | 412 m | Scottish Borders            | Kirn Law                        |
| Ruther Law 55° 47′ 21,8″ N, 3° 0′ 11″ W         | 383 m | Scottish Borders/Midlothian | Ruther Law                      |
| Bowshank Hill 55° 39′ 10″ N, 2° 53′ 55,3″ W     | 379 m | Scottish Borders            |                                 |
| Knowes Hill 55° 38′ 6,6″ N, 2° 53′ 43,2″ W      | 374 m | Scottish Borders            | Knowes Hill                     |
| Hog Hill 55° 42′ 34,1″ N, 3° 11′ 11,4″ W        | 350 m | Scottish Borders            |                                 |
| Ven Law 55° 39′ 25,4″ N, 3° 10′ 47,5″ W         | 325 m | Scottish Borders            | Ven Law                         |
| Castle Hill 55° 38′ 56,7″ N, 3° 7′ 36,2″ W      | 324 m | Scottish Borders            | Castle Hill                     |